# Eugen Endres
Eugen Endres (* 6. August 1880 in Hanhofen im Rhein-Pfalz-Kreis; † 3. April 1951 in Illertissen) war ein deutscher Verwaltungsjurist und Landrat.

## Leben
Eugen Andres studierte Rechtswissenschaften an der Ludwig-Maximilians-Universität München und der Friedrich-Alexander-Universität Erlangen-Nürnberg und legte 1908 das Große juristische Staatsexamen ab. Er war Mitglied der katholischen Studentenverbindung KDStV Rheno-Franconia München (seit 1900) und KDStV Thuringia Würzburg im CV.  Nach dem Staatsexamen erhielt er eine Anstellung als Akzessist bei der Regierung der Pfalz. Zum 1. Oktober 1915 wurde er Assessor beim Bezirksamt Regen. Er musste Kriegsdienst leisten und kam zum 1. Dezember 1924 als Bezirksamtmann nach Neustadt an der Haardt, wo er zum Jahresbeginn 1928 zum Regierungsrat ernannt wurde. Zum 1. November 1931 wechselte er als Bezirksamtsvorstand im Rang eines Bezirksoberamtmanns zum Bezirksamt Illertissen. Er wurde aus politischen Gründen zum 1. März 1938 in den Wartestand und im Juni 1943 (Wirkung ab 1. Juli 1943) in den vorzeitigen Ruhestand versetzt. Am 1. Mai 1945 wurde er dort von der amerikanischen Militärregierung als kommissarischer Landrat eingesetzt und bereits am 3. September des Jahres wieder abgesetzt.